# Aplocheilichthys kongoranensis
Aplocheilichthys kongoranensis är en fiskart som först beskrevs av Ahl 1924.  Aplocheilichthys kongoranensis ingår i släktet Aplocheilichthys och familjen Poeciliidae. IUCN kategoriserar arten globalt som livskraftig. Inga underarter finns listade i Catalogue of Life.